# Common Public Attribution License
Die Common Public Attribution License (CPAL) ist eine Open-Source-Lizenz, die 2007 von der Open Source Initiative als solche genehmigt wurde.
Diese Lizenz will eine allgemeine Lizenzierung zwecks Verteilung über das Internet bieten. Sie basiert größtenteils auf der Mozilla Public License, fügt allerdings einige umstrittene Passagen hinzu:

“[…] the Original Developer may include […] a requirement that each time an Executable and Source Code or a Larger Work is launched or initially run […] a prominent display of the Original Developer's Attribution Information […] must occur on the graphic user interface employed by the end user to access such Covered Code […]”

„[…] Die ursprünglichen Entwickler können […] eine Bedingung hinzufügen, dass jedes Mal, wenn ein kompiliertes Programm und Quellcode oder eine größere Arbeit gestartet oder erstmals ausgeführt wird, […] eine deutliche Anzeige der Namensnennung des ursprünglichen Entwicklers […] auf der grafischen Benutzeroberfläche erscheinen muss, die der Endbenutzer gebraucht, um auf solchen Code zuzugreifen […]“

Das Debian-Projekt erklärte die Lizenz als unverträglich mit seinen Free Software Guidelines (DFSG) wegen dieser Bedingung.

## Software
Da diese Lizenz durch diese getätigten Modifikationen nicht GPL-kompatibel ist, gibt es derzeit relativ wenige unter dieser Lizenz veröffentlichte Softwareprodukte. Auf SourceForge waren 2012 109 Projekte unter der CPAL veröffentlicht, die bekanntesten davon sind OpenProj und der Fork ProjectLibre. Facebook veröffentlichte ebenfalls einen Teil seines Quellcodes unter dieser Lizenz. Reddit ist unter der CPAL auf GitHub verfügbar, mit Ausnahme der Anti-Spam-Maßnahmen.